# 곤유항
곤유항(昆游港)은 경상남도 남해군 창선면 동대리, 곤유마을 인근에 있는 어항이다. 2002년 8월 6일 어촌정주어항으로 지정하여 관리하고 있다. 시설관리자는 남해군수이다.

## 어항 연혁
- 곤유마을 아래 바닷가에 옮겨가지 않고 이곳에만 사는 새가 있었는데, 새이름이 고니였는데 새의 이름을 따 곤유(昆游)라 불리고 있다.

## 어항 시설
- 선착장 L=105m, B=3.5m, 물량장 L=38m, B=20m

## 주요 어종
- 도다리, 노래미, 볼락, 낙지, 주꾸미, 장어 등